# Drum național 24C
Der Drum național 24C (rumänisch für „Nationalstraße 24C“, kurz DN24C) ist eine Hauptstraße in Rumänien.

## Verlauf
Die Straße trennt sich bei dem Dorf Vânători rund 15 km nördlich von Iași vom Drum național 24, erreicht bei Trifești den Bereich des rechten Ufers des Pruth und folgt diesem flussaufwärts nach Ștefănești. Dort mündet der von Westen aus der Kreishauptstadt Botoșani kommende Drum național 29D ein. 4 km weiter nördlich zweigt in dem Dorf Stânca der Drum național 29E zur Republik Moldau ab. Die Straße führt weiter am Stausee Lacul Stânca-Costești entlang, nimmt in Manoleasa den ebenfalls von Botoșani kommenden Drum național 29 auf und führt weiter den Pruth aufwärts nach Rădăuți-Prut. Dort mündet die Straße in den Drum național 29A aus Suceava ein, der nach Lipcani in der Republik Moldau weiterführt.
Die Länge der Straße beträgt rund 142 km.